# Avoda (Partei)
Avoda oder haʿAvoda (hebräisch הָעֲבוֹדָה haʿAvodah, deutsch ‚die Arbeit‘) war eine israelische Partei. Ihr vollständiger Name lautete Mifleget haʿAvoda haJisrɛ̝ʾelit (מִפְלֶגֶת הָעֲבוֹדָה הַיִּשְׂרְאֵלִית ‚Israelische Arbeitspartei‘). Sie wurde am 21. Januar 1968 unter anderem als Nachfolgepartei der Mapai gegründet und war eine zionistische Partei der linken Mitte. Ihre Jugendorganisation hieß Mischmeret haZeʿirah schel Mifleget haʿAvoda (מִשְׁמֶרֶת הַצְּעִירָה שֶׁל מִפְלֶגֶת הָעֲבוֹדָה ‚Junge Garde der Arbeitspartei‘).
Im Juli 2024 schloss sie sich zusammen mit der Meretz-Partei zur neuen Demokratischen Partei (hebräisch הדמוקרטים HaDemokratim) zusammen. Die Partei wurde Mitglied der Sozialistischen Internationale und der Progressiven Allianz.

## Geschichte

### Mapai

Die israelischen Linksparteien bis 1948

Die Mifleget Poʿalei Eretz Jisraʾel (Mapai, מפא״י ‚Partei der Arbeiter Eretz Israels‘) existierte von 1930 bis 1968. Sie entstand aus der Fusion von Achdut haʿAvoda und HaPoʿel haZaʿir. Erstgenannte war 1919 aus dem moderaten („rechten“) Flügel der international verbreiteten, marxistisch-zionistischen Partei Poʿalei Zion hervorgegangen. HaPoʿel haZaʿir war ebenfalls links und zionistisch, hatte aber keine marxistischen Ursprünge. Die Mapai war eng mit der Histadrut (allgemeine hebräische Gewerkschaft) verbunden, welche die hebräische Siedlungswirtschaft und Infrastruktur dominierte. Mit ihrer Unterstützung wurde die Mapai zur herrschenden Kraft in der Bewegung des Zionismus.
Die bei Weitem prominenteste Führungsfigur der Mapai, wie schon der Vorgängerpartei Achdut haʿAvoda, war David Ben-Gurion, der der Partei von ihrer Gründung bis 1963 vorstand. Während der britischen Mandatszeit war Achdut haʿAvoda bzw. Mapai stets stärkste Kraft in der Repräsentantenversammlung, dem Parlament der jüdischen Bewohner Palästinas. Ben-Gurion wurde 1935 Exekutivvorsitzender der Jewish Agency und führte Israel 1948 in die Unabhängigkeit.
Mapai gewann 1949 die erste Knessetwahl und wurde auch bei allen darauffolgenden Wahlen stärkste Kraft. Ben-Gurion wurde erster Premierminister Israels und führte die Regierung – mit einer Unterbrechung – bis 1963. Wichtigste Konkurrentin der Mapai war zunächst die ebenfalls linkszionistische Mapam, die jedoch noch stärker marxistisch geprägt war und in der Anfangszeit für eine pro-sowjetische Außenpolitik warb, während die Mapai unter Ben-Gurion für eine westliche Orientierung stand. Auf dem Höhepunkt ihrer Popularität war die Partei 1959, als sie 38,2 % der Stimmen und 47 der 120 Knessetsitze erhielt.
Infolge der Lavon-Affäre trat Ben-Gurion 1963 als Partei- wie als Regierungschef zurück. Sein Nachfolger in beiden Ämtern war Levi Eschkol. Ben-Gurion überwarf sich anschließend mit Eschkol, verließ die Mapai und gründete 1965 die Abspaltung Rafi. Mapai und Achdut haʿAvoda – Poʿalei Zion (eine gemäßigte Abspaltung von Mapam) traten zur Wahl 1965 als Wahlbündnis HaMaʿarach leʾAchdut Poʿalei Eretz Jisraʾel („Verbindung für die Einheit der Arbeiter des Landes Israel“) an und bildeten anschließend eine gemeinsame Fraktion in der Knesset – später „kleiner Maʿarach“ genannt.

### Vereinigung 1968

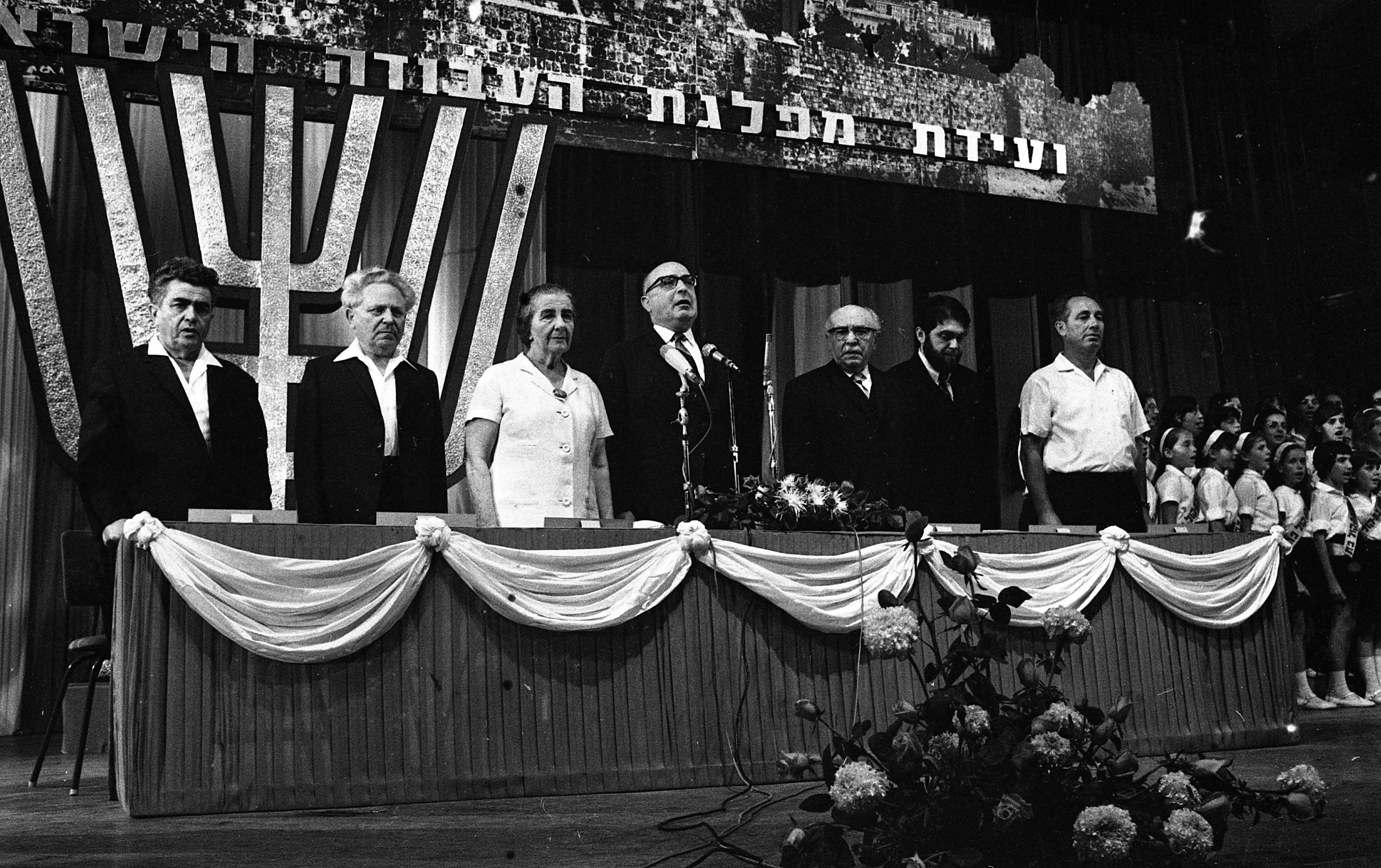
Avoda-Parteitag 1969

Im Jahr 1968 vereinigte sich die Mapai mit den Parteien Achdut haʿAvoda – Poʿalei Zion und Rafi zur Israelischen Arbeitspartei haʿAvoda (העבודה). David Ben-Gurion lehnte die Fusion allerdings ab und trat der vereinten Partei nicht bei. Nach dem Tod Levi Eschkols folgte ihm 1969 Golda Meʾir als Parteivorsitzende wie als Ministerpräsidentin nach.
Von 1969 bis 1988 trat die Avoda bei den Knessetwahlen als HaMaʿarach (המערך, „die Verbindung“) an. Der Maʿarach war sowohl ein Wahl- als auch ein Fraktionsbündnis, dem insbesondere (bis 1984) die zweite wichtige linkszionistische Partei, Mapam, als Juniorpartner angehörte. Bis 1977 gehörten alle Premierminister der Mapai beziehungsweise der Avoda an. Lange Zeit regierte sie gemeinsam mit religiösen Parteien. Größter Gegenspieler der Avoda war Menachem Begins rechtskonservative Partei Cherut bzw. ab 1973 der Likud-Block.

### Opposition und große Koalitionen

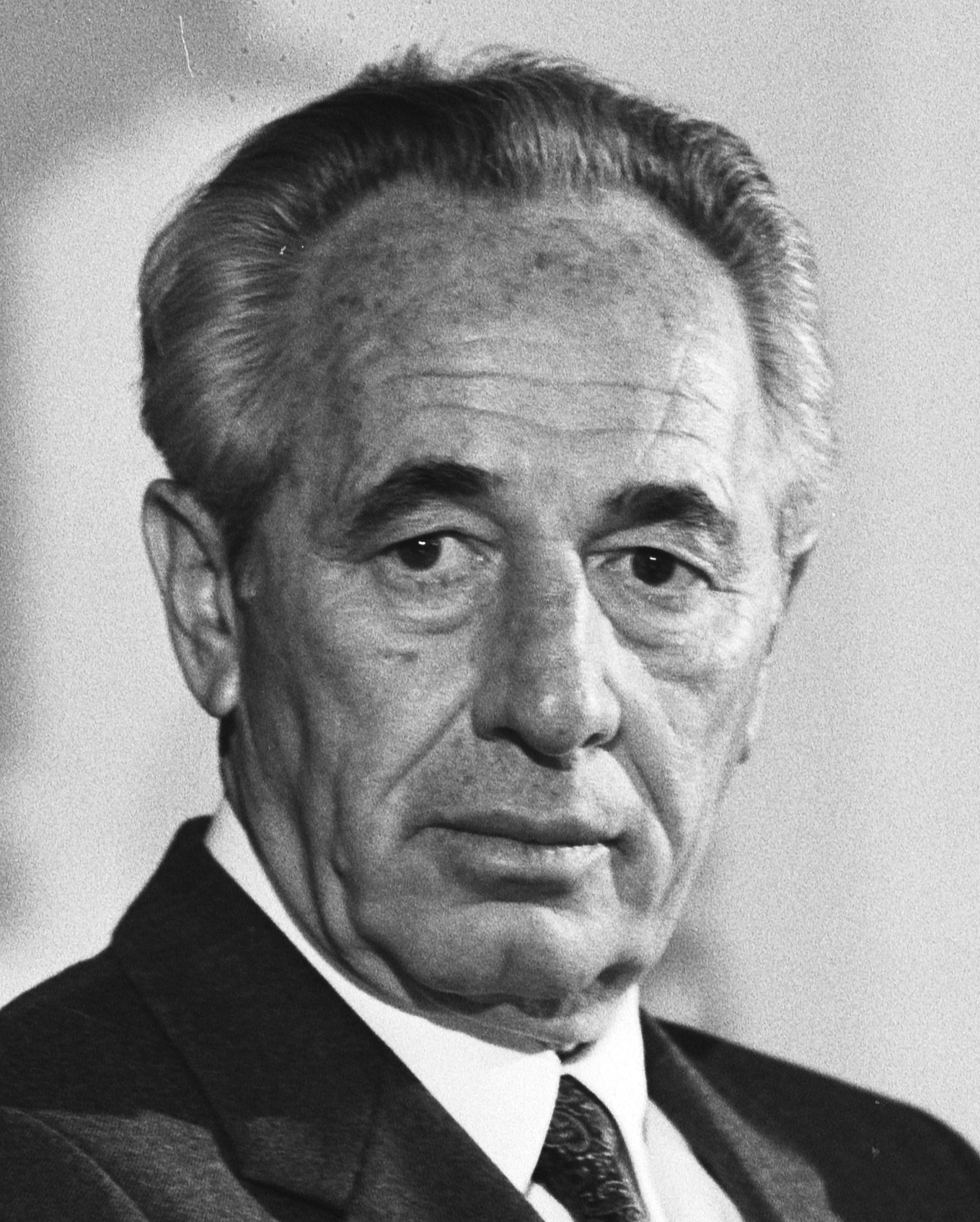
Schimon Peres (1986)

Im Jahr 1977, nach dem Rücktritt Jitzchak Rabins, verlor die Arbeitspartei unter ihrem neuen Führer Schimon Peres die Knessetwahlen gegen Begins Likud und musste damit erstmals in die Opposition gehen. Nach einer neuerlichen Wahlniederlage 1981 bildete die Arbeitspartei 1984 mit dem Likud eine Große Koalition, die „Regierung der nationalen Einheit“, worauf Mapam die Fraktionsgemeinschaft HaMaʿarach kündigte. Die Große Koalition war Namensgeber des Begriffs „Israelische Lösung“: Da Avoda und Likud nahezu gleich stark waren, wurde eine Rotation im Ministerpräsidentenamt vereinbart. Peres amtierte bis 1986 als Ministerpräsident und übergab danach an den Likud-Führer Jitzchak Schamir. Ezer Weizmanns kleine Mitte-Partei Jachad (eine gemäßigte Abspaltung vom Likud) ging 1986 in der Arbeitspartei auf.
Nach den Knessetwahlen 1988 wurde die Große Koalition neu aufgelegt, jedoch war Avoda nun nur noch Juniorpartner des Likud unter Schamir. Nach einem Erstarken der so genannten „Tauben“ innerhalb der Arbeitspartei zerbrach die Koalition 1990 über Fragen der Friedens- und Sicherheitspolitik. Der Versuch von Schimon Peres, danach eine Koalition mit der religiösen Schas-Partei unter seiner Führung zu bilden, scheiterte, woraufhin die Arbeitspartei wieder in die Opposition gehen musste.

### Regierungen Rabin und Peres
1992 wurde Jitzchak Rabin gegen Schimon Peres zum neuen Parteichef der Avoda gewählt. Unter Rabin gewann die Arbeitspartei die Knessetwahlen und Rabin wurde neuer Ministerpräsident einer Koalition mit der linken Mapam-Nachfolgepartei Meretz und der ultra-orthodoxen Schas-Partei. Während der Wahlperiode unterzeichnete Rabin einen Friedensvertrag mit Jordanien und wirkte am Osloer Friedensprozess mit. Nach der Ermordung Rabins durch den religiösen Rechtsextremisten Jigʾal Amir übernahm Schimon Peres zunächst kommissarisch die Regierungsgeschäfte und führte dann eine neue Regierung bis Mai 1996 an, als er die Wahlen gegen den Likud-Politiker Benjamin Netanjahu verlor. Als Hauptursache für die verlorene Wahl gilt eine Welle von Selbstmordattentaten durch die palästinensische Terrorgruppe Hamas.

### Parteiführung von Barak und Peretz
Nach dem Scheitern der Regierung Netanjahu konnte Peres’ Nachfolger als Avoda-Parteichef Ehud Barak 1999 für die Partei, die nun unter dem Namen Jisraʾel Achat (ישראל אחת ‚Ein Israel‘) ein Wahlbündnis mit den Kleinparteien Gescher und Meimad eingegangen war, die Direktwahlen für das Amt des Ministerpräsidenten gewinnen. Nach dem Ausbruch der al-ʿAqsa-Intifada verlor er 2001 eine Vertrauensabstimmung und auch die Ministerpräsidentenwahlen gegen Ariel Scharon. Bei den Wahlen zur nächsten Knesset 2003 verlor die Avoda unter Amram Mitzna gegen Scharons Likud die Position der stärksten Partei und ging in die Opposition.
Nachdem 2004 in einer Koalitionskrise die Schinui-Partei aus der Regierung ausgeschieden war, trat die Arbeitspartei erneut in eine „Regierung der nationalen Einheit“ mit dem Likud ein, Schimon Peres wurde dabei Vize-Ministerpräsident unter Ariel Scharon. Mit ihrem Eintritt in die Regierung wollte die Arbeitspartei Scharons Plan, die israelischen Siedlungen im Gazastreifen zu räumen, unterstützen. In einer Mitgliederbefragung Ende 2005, mit der der Parteichef und Spitzenkandidat für die Knessetwahl bestimmt wurde, unterlag Schimon Peres knapp seinem Herausforderer Amir Peretz. Peretz kündigte die Koalition mit dem Likud auf. Bei den Knessetwahlen 2006 erreichte die Avoda mit 19 Sitzen den zweiten Platz hinter der Neugründung Kadima, mit der sie anschließend eine Regierungskoalition einging.

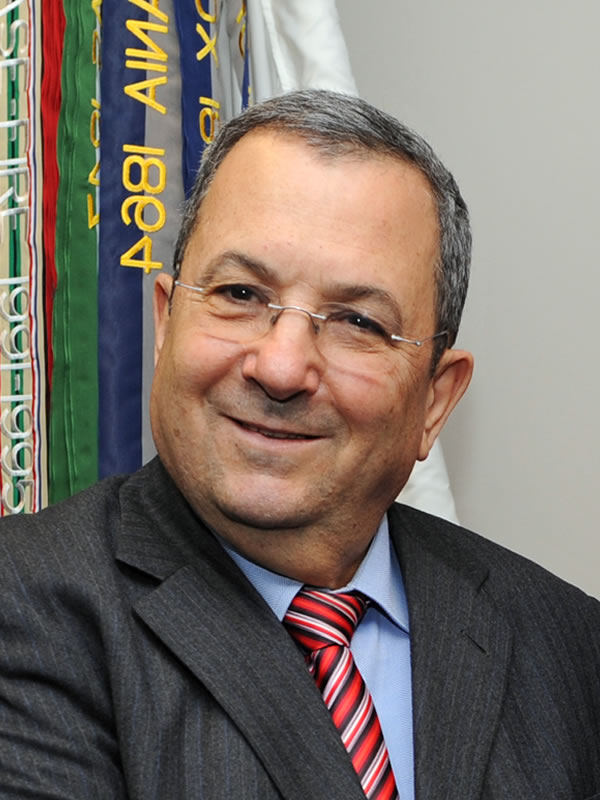
Ehud Barak (2009)

Als die ultrarechte Jisraʾel Beitenu von Avigdor Lieberman in die Koalition aufgenommen wurde, protestierten neun Knesset-Mitglieder, darunter der Avoda-Minister Ophir Pines-Paz, der aus Protest gegen diese Entscheidung sein Ministeramt niederlegte und aus der Regierung ausschied, gegen eine Koalition der Arbeitspartei mit Israʾel Beitenu, da diese Partei für eine strikte gesellschaftliche Trennung von Arabern und Juden eintritt und in diesem Zusammenhang eine Ausweisung arabischer Israelis ins Westjordanland fordert.
Peretz wurde im Jahr 2007 sowohl als Avoda-Parteichef als auch im Amt des Verteidigungsministers von Ehud Barak abgelöst. Unter diesem verlor die Arbeitspartei bei vorgezogenen Knesset-Wahlen 2009 sechs Sitze und wurde erstmals nur viertstärkste Kraft hinter Kadima, Likud und Jisraʾel Beitenu. Dennoch trat die Partei einer vom Likud geführten Regierungskoalition mit Jisraʾel Beitenu und Schas bei, in der sie vier Minister, darunter mit Ehud Barak den Verteidigungsminister, stellte. Die Teilnahme Avodas an dieser Koalition war parteiintern hoch umstritten, da viele die Partei als linkes Feigenblatt einer Rechtskoalition ansahen und die Erneuerung in der Opposition bevorzugt hatten, während Barak die Verantwortung der Partei für den Staat Israel betonte.

### Spaltung 2011
Nachdem die Regierungsbeteiligung parteiintern immer stärkerer Kritik ausgesetzt war, erklärte Parteichef Ehud Barak am 17. Januar 2011 seinen Austritt aus der Arbeitspartei und die Gründung einer neuen „zentristischen, zionistischen und demokratischen“ Knesset-Fraktion mit dem Namen HaʿAtzmaʾut (die Unabhängigkeit). Barak folgten vier der zwölf verbliebenen Mitglieder der Avoda-Fraktion in die neue Parlamentspartei, welche die Regierung weiterhin stützte. Baraks Schritt wurde von führenden Vertretern der Arbeitspartei als Chance eines Wiederaufbaus der Partei begrüßt. Kurz nach dessen Bekanntgabe gaben die Avoda-Minister Jitzchak Herzog, Avischai Brawerman und Binjamin Ben-Eliʿeser ihren Austritt aus der Regierung bekannt, die nach Baraks Abspaltung aber weiterhin über eine Mehrheit in der Knesset verfügte.
Zur Nachfolgerin Baraks als Vorsitzende der Arbeitspartei wurde im September 2011 Schelly Jachimowitsch gewählt. Nachdem die Partei bei der Knessetwahl im Januar 2013 nur noch fünfzehn Sitze erhalten hatte, wurde Jachimovitsch im November von Jitzchak Herzog abgelöst.

### Zionistische Union
Während des Wahlkampfes bildete die Arbeitspartei Ende 2014 mit der Ha-Tnuʿa von Zippi Livni eine gemeinsame Wahlliste unter dem Namen Zionistische Union. Im Falle eines Wahlsieges sollte die Regierung im Wechsel zwischen Herzog und Livni geführt werden (israelisches Modell). Kurz vor der Wahl am 17. März 2015 kündigte Herzog dieses Abkommen jedoch wieder auf.

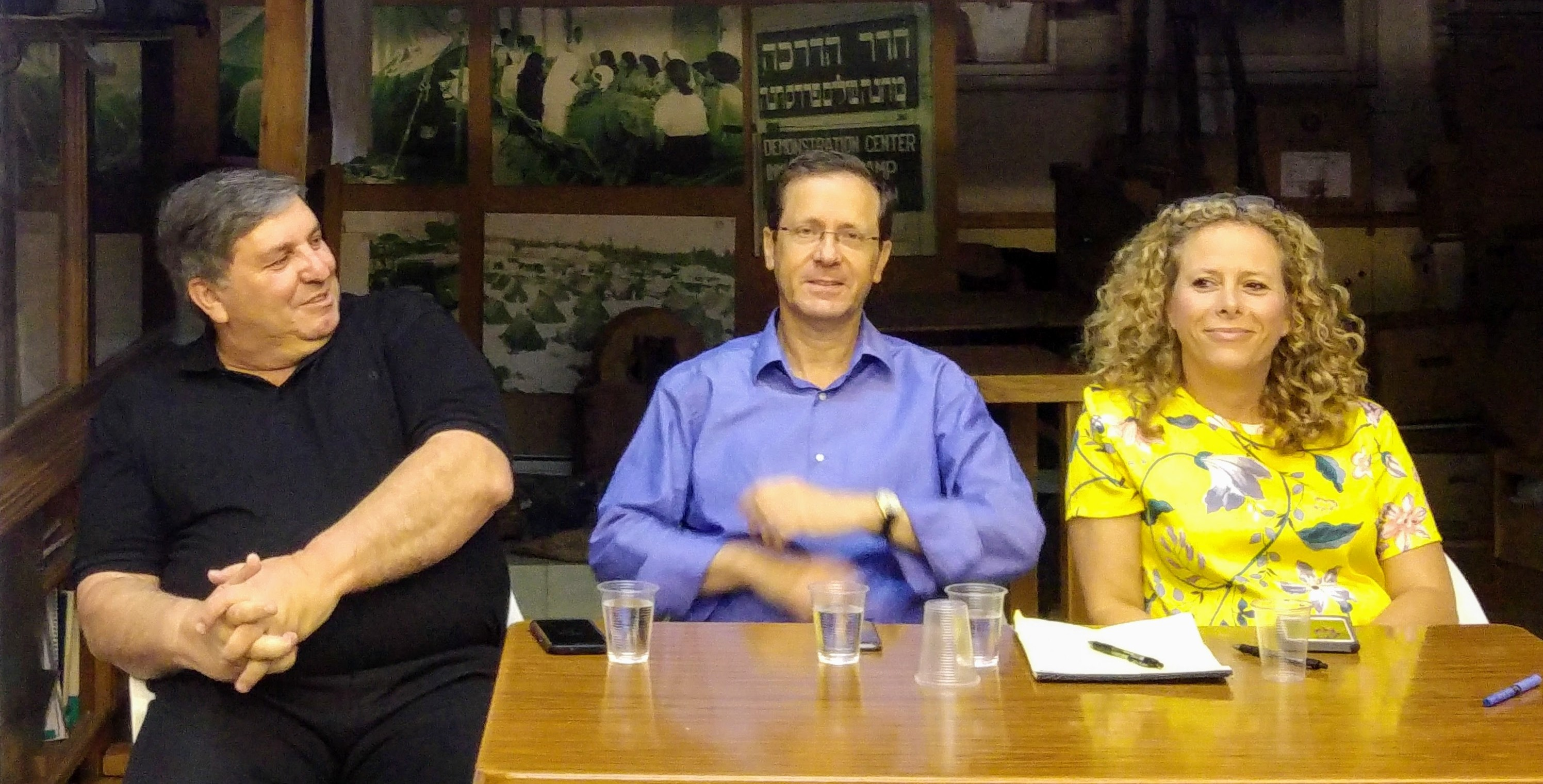
Avoda-Politiker 2017: Danny Atar, Jitzchak Herzog, Ayelet Nachmiʾas-Verbin

Seit Anfang April 2016 zeigte sich die Partei unter Jitzchak Herzog immer pessimistischer bezüglich der Zwei-Staaten-Lösung. Zudem war sie weniger engagiert für die Interessen der Palästinenser wie die Räumung israelischer Siedlungen, während andererseits zum Beispiel neuerdings von Jerusalem als vereinter Hauptstadt Israels gesprochen wird. Diese Tendenz setzt sich unter der Führung Avi Gabbays fort. Am 1. Januar 2019, drei Monate vor den vorgezogenen Parlamentswahlen, kündigte Gabbay das Bündnis Zionistische Union auf.

### Bedeutungsverlust seit 2019

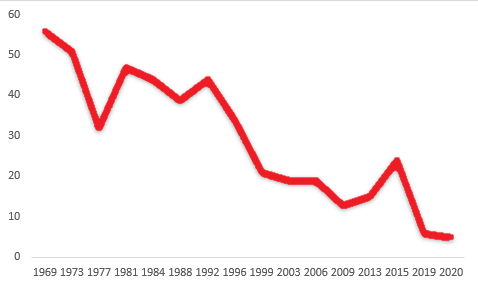
Entwicklung der Knessetsitze von Avoda von 1969 bis 2019

Bei den Knessetwahlen am 9. April 2019 stürzte die Avoda auf 4,45 % ab und erzielte damit das schlechteste Ergebnis ihrer Geschichte. Sie war nur noch mit sechs der 120 Mitglieder in der Knesset vertreten. Nachdem Premierminister Netanjahu nach der Wahl scheiterte, eine Regierung zu bilden, wandte sich Netanjahu, um Neuwahlen abzuwenden, kurz vor Ende der Frist an Avoda-Chef Avi Gabbay, der einen Eintritt seiner Partei in die Koalition nach anfänglichem Zögern allerdings ablehnte. Gabbay, der vor der Wahl versprochen hatte, keiner von Netanjahu geführten Regierung beizutreten, wurde innerhalb der eigenen Partei heftig dafür kritisiert, dass er so lange zögerte, bis der das Angebot Netanjahus ablehnte. Nachdem Rücktrittsforderungen gegen ihn laut wurden, entschied sich Gabbay, nicht erneut für den Parteivorsitz zu kandidieren und sich aus der Politik zurückzuziehen. Zu seinem Nachfolger wurde Anfang Juli 2019 Amir Peretz gewählt, der diesen Posten damit zum zweiten Mal innehatte.
Im Hinblick auf die Knessetwahl im September 2019 kündigte Peretz an, die Avoda werde gemeinsam mit der von Orly Levy-Abekasis gegründeten Partei Gescher antreten. Gleichzeitig erteilte Peretz weiteren Wahlbündnissen, etwa mit Demokratisches Israel oder Meretz, eine Absage. Die Entscheidung wurde sowohl von anderen Parteien des linken Spektrums, als auch innerhalb der Avoda, etwa von Itzik Schmuli und Stav Schaffir, kritisiert. Shaffir verließ daraufhin die Avoda und wirkte an der Bildung des Wahlbündnisses Demokratische Union (bestehend aus Meretz, Demokratisches Israel und der Grünen Bewegung) mit, für das sie bei der kommenden Wahl an Platz zwei der Wahlliste antrat. Nachdem die Regierungsbildung erneut gescheitert war, trat die Avoda bei der Wahl 2020 gemeinsam mit Meretz an, kündigte nach der Wahl die Fraktionsgemeinschaft jedoch auf, um der Regierung Benjamin Netanjahus beizutreten.
Von Januar 2021 bis Mai 2024 war Merav Michaeli die Vorsitzende der Partei, im Mai 2024 wurde Jair Golan zum neuen Parteivorsitzenden gewählt.

## Politische Positionen
Die Mapai entstammte der sozialistischen Bewegung der „Arbeiter von Zion“ (Poʿalei Zion) und hing der zionistisch-sozialistischen Ideologie an, wie sie von Nachum Syrkin und Ber Borochov verbreitet wurde. Während der Führung durch Ben-Gurion (1930er- bis 1950er-Jahre) konzentrierte sich die Mapai hauptsächlich auf zionistische Anliegen und sah ihr vordringlichstes Ziel in der Schaffung einer nationalen Heimstätte für Juden. Mit ihren Mitgliedern in der Repräsentantenversammlung beteiligte sich die Avoda an der Schaffung notwendiger Institutionen, die den geschmeidigen Übergang in die angestrebte Eigenstaatlichkeit erst bereiteten. Sie war eng mit dem mächtigen Gewerkschaftsbund Histadrut sowie mit der linken Kibbuzbewegung verbunden.
Nach der Gründung Israels wirkte die Mapai am Aufbau des neuen Staates mit, unter anderem bei der Gründung der israelischen Armee IDF  (Zahal – צה״ל), wobei bewaffnete Vorläufergruppen aufgelöst wurden, der Gründung vieler Siedlungen, der Ansiedlung von mehr als einer Million jüdischen Einwanderern und der Integration der Einwanderer in eine neue zionistische israelische Kultur.
Die Avoda entwickelte sich in den letzten Jahrzehnten in manchen sozial- und wirtschaftspolitischen Fragen zu einer Partei der Mitte. Sie galt als Vertreterin der aus Europa eingewanderten Mittel- und Oberschicht des Landes. Da die Friedens- und Sicherheitspolitik alles überlagert, werden ökonomische Fragen in Israel selten kontrovers diskutiert, der politische Schwerpunkt liegt in diesem Bereich somit weniger auf politischen Ideologien. Erst mit der Wahl von Amir Peretz zum Parteiführer nahmen sozialpolitische Fragen wieder größeres Gewicht ein. Peretz ist ein orientalischer Jude (Mizrachi), der die Dominanz der etablierten europäischen Juden (Aschkenasim) an der Spitze der Avoda aufbrach.
Früher stand die Avoda für eine harte Position in Verteidigungsfragen. Unter ihrer Regierung war Israel an der Sueskrise (1956), dem Sechstagekrieg und dem Jom-Kippur-Krieg beteiligt. In der Frage des palästinensisch-israelischen Konflikts nimmt die Arbeitspartei seit vielen Jahren eine gespaltene Position ein.
Die so genannte „Tauben-Fraktion“ um ursprünglich Jossi Beilin, Amram Mitzna, Avraham Burg und Juli Tamir unterstützte uneingeschränkt Friedensverhandlungen mit den Palästinensern und ist zur Räumung der meisten israelischen Siedlungen bereit. Anhänger dieser Richtung kritisieren mit Nachdruck die Vorgehensweise der Israelischen Armee gegen die Palästinenser, etwa die gezielten Tötungen von Führern der Terrororganisationen. Im Jahr 2003 spaltete sich eine kleine Gruppierung um Beilin und Jaʿel Dajjan von der Avoda ab, um später zusammen mit Meretz eine neue Linkspartei mit dem Namen Meretz-Jachad (Sozialdemokratisches Israel) zu bilden.
Die so genannte „Pragmatiker-Fraktion“ der Arbeitspartei um ursprünglich Schimon Peres, Ophir Pines-Paz, Chaim Ramon und Benjamin Ben Eliʿeser unterstützte die Idee von Verhandlungen mit den Palästinensern im Fall der Beendigung des Terrors und des Austauschs der derzeitigen palästinensischen Führung durch eine Regierung, welche nicht mit gewalttätigen Gruppierungen in Verbindung steht. Schimon Peres und Chaim Ramon verließen jedoch 2006 die Avoda und schlossen sich der Kadima an.

## Wahlergebnisse der Mapai und Avoda
| Repräsentantenversammlung | Jahr | Stimmen total | Stimmen in % | Sitze im Parlament | Bemerkung           |
| ------------------------- | ---- | ------------- | ------------ | ------------------ | ------------------- |
| 1.                        | 1920 |               |              | 70/314             | Als Achdut haʿAvoda |
| 2.                        | 1925 |               |              | 54/221             | Als Achdut haʿAvoda |
| 3.                        | 1931 | 21.497        | 43,5         | 27/71              | Als Mapai           |
| 4.                        | 1944 | 73.367        | 36,52        | 64/171             | Als Mapai           |

| Knesset | Jahr | Stimmen total | Stimmen in % | Sitze im Parlament | Bemerkung |
| ------- | ---- | ------------- | ------------ | ------------------ | --- |
| 1.      | 1949 | 155.274       | 35,7         | 46/120             | Als Mapai |
| 2.      | 1951 | 256.456       | 37,3         | 45/120             | Als Mapai |
| 3.      | 1955 | 274.735       | 32,2         | 40/120             | Als Mapai |
| 4.      | 1959 | 370.585       | 38,2         | 47/120             | Als Mapai |
| 5.      | 1961 | 349.330       | 34,7         | 42/120             | Als Mapai |
| 6.      | 1965 | 443.379       | 36,7         | 45/120             | Im Wahlbündnis HaMaʿarach                                                                                                 |
| 7.      | 1969 | 632.035       | 46,2         | 56/120             | Im Wahlbündnis HaMaʿarach                                                                                                 |
| 8.      | 1973 | 621.183       | 39,6         | 51/120             | Im Wahlbündnis HaMaʿarach                                                                                                 |
| 9.      | 1977 | 430.023       | 24,6         | 32/120             | Im Wahlbündnis HaMaʿarach                                                                                                 |
| 10.     | 1981 | 708.941       | 36,6         | 47/120             | Im Wahlbündnis HaMaʿarach                                                                                                 |
| 11.     | 1984 | 724.074       | 34,9         | 44/120             | Im Wahlbündnis HaMaʿarach                                                                                                 |
| 12.     | 1988 | 685.363       | 30,0         | 39/120             | Im Wahlbündnis HaMaʿarach                                                                                                 |
| 13.     | 1992 | 906.810       | 34,7         | 44/120             | |
| 14.     | 1996 | 818.741       | 26,8         | 34/120             | |
| 15.     | 1999 | 670.484       | 20,2         | 22/120             | Im Wahlbündnis Jisraʾel Achat mit Meimad und Gescher; 22 der 26 Sitze gingen an die Avoda                                 |
| 16.     | 2003 | 455.183       | 14,46        | 19/120             | Wahlbündnis mit Meimad; alle 19 Sitze gingen an die Avoda                                                                 |
| 17.     | 2006 | 472.366       | 15,06        | 18/120             | Wahlbündnis mit Meimad; 18 der 19 Sitze gingen an die Avoda                                                               |
| 18.     | 2009 | 334.900       | 9,93         | 13/120             | |
| 19.     | 2013 | 432.118       | 11,39        | 15/120             | |
| 20.     | 2015 | 744.673       | 18,73        | 18/120             | Im Wahlbündnis Zionistische Union mit Ha-Tnuʿa und den israelischen Grünen; 18 der 24 Sitze gingen an die Avoda           |
| 21.     | 2019 | 191.323       | 4,44         | 6/120              | |
| 22.     | 2019 | 212.529       | 4,80         | 5/120              | Im Wahlbündnis mit Gescher; fünf der sechs Sitze gingen an die Avoda                                                      |
| 23.     | 2020 | 267.362       | 5,84         | 3/120              | Im Wahlbündnis Avoda-Gescher-Meretz mit Gescher, Meretz und Bechira Demokratit; drei der sieben Sitze gingen an die Avoda |
| 24.     | 2021 | 268.737       | 6,09         | 7/120              | |

## Parteivorsitzende der Mapai und der Avoda
- 1948–1963 David Ben-Gurion
- 1963–1969 Levi Eschkol
- 1969–1974 Golda Meïr
- 1974–1977 Jitzchak Rabin
- 1977–1992 Schimʿon Peres
- 1992–1995 Jitzchak Rabin
- 1995–1997 Schimon Peres
- 1997–2001 Ehud Barak
- 2001–2002 Benjamin Ben Eliʿeser
- 2002–2003 Amram Mitzna
- 2003–2005 Schimʿon Peres
- 2005–2007 Amir Peretz
- 2007–2011 Ehud Barak
- 2011–2013 Shelly Yachimovich
- 2013–2017 Jitzchak Herzog
- 2017–2019 Avi Gabbay[29]
- 2019–2021 Amir Peretz
- 2021–2024 Merav Michaeli
- seit 2024 Yair Golan